# 沈志强 (1963年)
沈志强（1963年—），山东荣成人，汉族，中华人民共和国兽医学家、政治人物，滨州畜牧兽医研究院院长，中国共产党党员，第十二届全国人民代表大会山东地区代表。

## 生平
毕业于山东农业大学兽医专业。2008年起担任全国人大代表。2013年，担任全国人大代表。2018年2月24日，当选为第十三届全国人大代表。